# Francis Marion Crawford

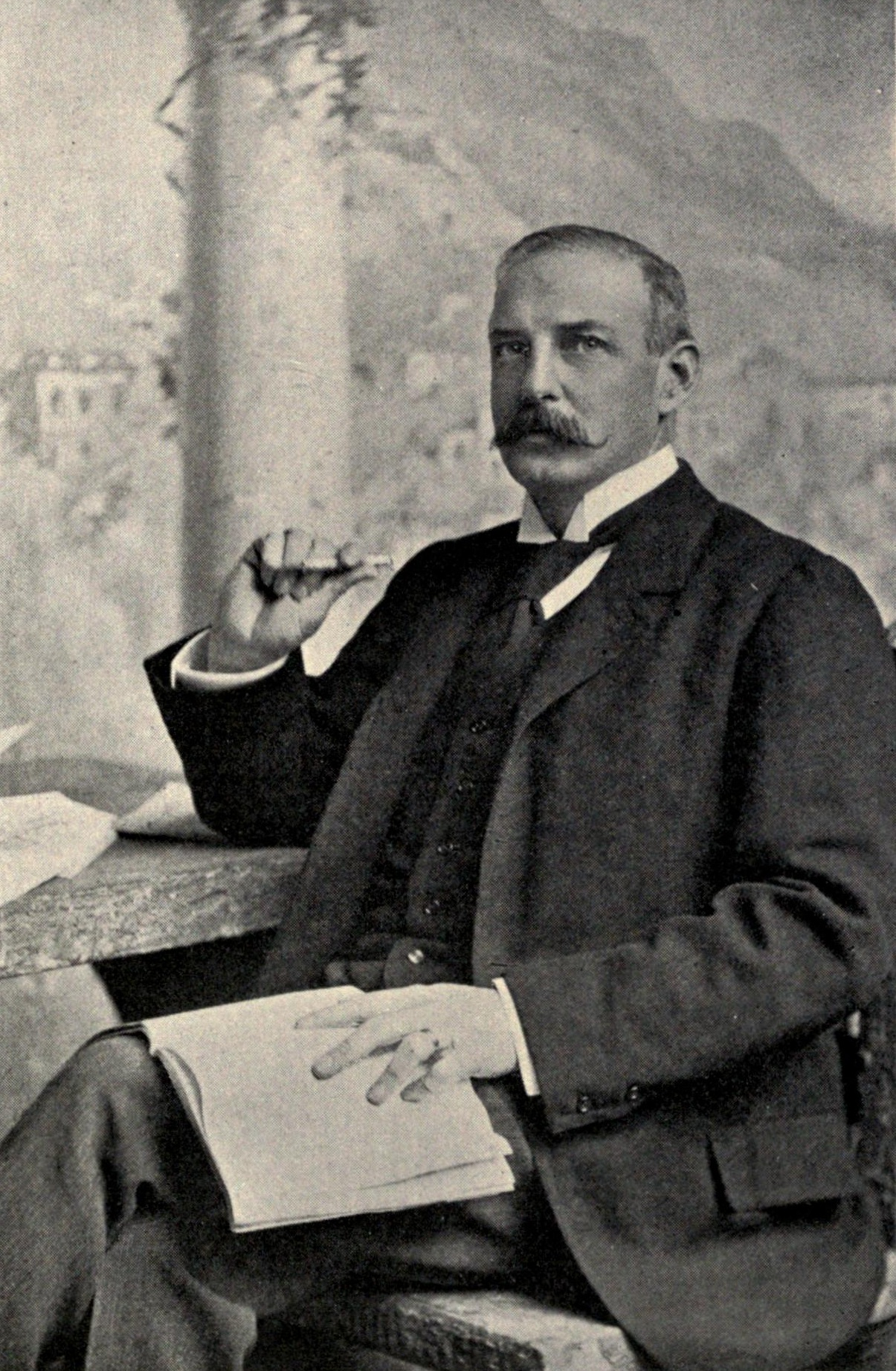
Francis Marion Crawford (1903)

Francis Marion Crawford (* 2. August 1854 in Bagni di Lucca, Toskana; † 9. April 1909 in Sorrent, Kampanien) war ein US-amerikanischer Schriftsteller.

## Biografie
Der Sohn des Bildhauers Thomas Crawford und Neffe der Dichterin Julia Ward Howe erhielt seine Schulbildung zunächst in Rom und wechselte dann an die St. Paul’s School in Concord. Später studierte er an der Cambridge University sowie an der Technischen Hochschule in Karlsruhe, an der Ruprecht-Karls-Universität Heidelberg und an der Universität Halle. In Karlsruhe wurde er 1875 Mitglied des Corps Bavaria. 1879 reiste er nach Indien, wo er Sanskrit studierte und Herausgeber des Allahabad Indian Herald war.
Nach seiner Rückkehr in die Vereinigten Staaten setzte er für ein Jahr seine Sanskrit-Studien an der Harvard University fort und war zugleich Mitarbeiter verschiedener Zeitschriften.
Sein literarisches Debüt gab er 1882 mit dem Roman Mr. Isaacs, in dem er in brillanter Weise das anglo-indische Leben mit einem Hauch orientalischer Geheimnisse verband. Dieses Buch hatte sofort Erfolg und wurde 1883 durch die Veröffentlichung des Romans Dr. Claudius fortgesetzt. Nach einem kurzen Aufenthalt in New York City kehrte er 1883 nach Italien zurück und nahm dort seinen ständigen Wohnsitz. Dies führte dazu, dass er abseits der damaligen zeitgenössischen amerikanischen Literatur stand.
Er veröffentlichte jährlich eine Reihe erfolgreicher Romane wie A Roman Singer (1884 bei Christian Bernhard Tauchnitz, Nr. 2254 der „Collection of British Authors“, Leipzig), An American Politician (1884), To Leeward (1884), Zoroaster (1885), A Tale of a Lonely Parish (1886), Marzio's Crucifix (1887), Saracinesca (1887), Paul Patoff (1887), With the Immortals (1888), Greifenstein (1889), Sant Ilario (1889), A Cigarette-makers Romance (1890), Khaled (1891), The Witch of Prague (1891), The Three Fates (1892), The Children of the King (1892), Don Orsino (1892), Marion Darche (1893), Pietro Ghisleri (1893), Katharine Lauderdale (1894), Love in Idleness (1894), The Ralstons (1894), Casa Braccio (1895), Adam Johnstons Son (1895), Taquisara (1896), A Rose of Yesterday (1897), Corleone (1897), Via Crucis (1899), In the Palace of the King (1900), Marietta (1901), Cecilia (1902), Whosoever Shall Offend (1904), Soprano (1905), A Lady of Rome (1906) und The White Sister (1909).
Daneben verfasste er einige historische Werke wie Ave Roma Immortalis (1898), Rulers of the South (1900) und Gleanings from Venetian History (1905). In diesen verband er sein tiefes Wissen lokaler italienischer Geschichte mit der Begabung eines Romanciers zur Darstellung der Effekte.
Seine Bedeutung in der Literatur begründet sich jedoch auf seine Romane. Er war ein begnadeter Erzähler, der durch seine Romane, die voller historischer Lebendigkeit und dramatischer Charakterisierung waren, weite Bekanntheit bei den Lesern erhielt, die den Realismus von Problemen oder die Exzentrizität subjektiver Analysen ablehnten. Ihm gelang die Aufarbeitung eines romantischen Inhalts in attraktiver Art, mit einer Versetzung der Handlung in pittoresken Umgebungen, wobei er die Intelligenz des Lesers durch einen Stil befriedigte, der sowohl streng nach vorne blickte als auch verkomplizierte. Zu seinen bedeutendsten Romanen dieser Art gehört wahrscheinlich Saracinesca.
Neben der Adaption von A Cigarette-makers Romance zu einem Drama, schrieb er mit Francesca da Rimini ein zweites Theaterstück, das 1902 mit Sarah Bernhardt in Paris seine Uraufführung hatte und später von Marcel Schwob in die französische Sprache übersetzt wurde.
Zahlreiche seiner Werke wie Mr. Isaacs, The White Sister, In the Palace of the King und Whosoever Shall Offend wurden auch für das Kino verfilmt.
1898 wurde er in die American Academy of Arts and Letters gewählt.

## Verfilmungen
- Die weiße Schwester, Regie: Henry King, 1923
- Die weiße Schwester, Regie: Victor Fleming, 1933